# Рудницких, Иван Дмитриевич
Ива́н Дми́триевич Рудни́цких (11 ноября 1906, Воронежская губерния — 8 октября 1991) — командир отделения 1-го отдельного гвардейского сапёрного батальона, гвардии ефрейтор (на дату представления к награждению орденом Славы 1-й степени).

## Биография
Родился 29 октября 1906 года на хуторе Самовец Бобровского уезда Воронежской губернии (ныне — село Большой Самовец Эртильского района Воронежской области) в семье мельника. В 1933 году окончил 4 класса сельской школы. В 1935 году окончил Борисоглебскую школу автотракторных механиков. Работал трактористом, механиком в МТС. Накануне войны жил и работал на севере, в Мурманской области.
В августе 1941 года был призван в ряды Красной Армии Кольским райвоенкоматом Мурманской области. С этого же времени участвовал в боях с захватчиками на Мурманском направлении Карельского фронта. Был дважды ранен в марте 1942 и в апреле 1944 года и всегда возвращался в строй. К весне 1943 года гвардии красноармеец Рудницких воевал сапёром 1-го отдельного гвардейского сапёрного батальона 10-й гвардейской стрелковой дивизии, в составе которой прошёл до Победы. В 1944 году вступил в ВКП(б).
Неоднократно участвовал в общевойсковых и инженерных разведках и всегда выполнял поставленные задачи. Работая по укреплению переднего края нашей обороны, в составе отделения участвовал в строительстве 9 железобетонных огневых точек, установке более 2000 мин разных систем. В марте 1943 года, участвуя в операции за высоту «Битая», под огнём противника проделал проход в проволочных заграждениях и тем самым обеспечил продвижение наступающих подразделений.
30 апреля 1944 года в бою за высоту «Сарай» в 45 км юго-восточнее города Петсамо гвардии красноармеец Рудницких под огнём противника проделал проходы в минных полях и проволочных заграждениях. Во время атаки первым ворвался в траншею врага, где уничтожил 12 вражеских солдат. Был ранен, но остался в строю, зарядом взрывчатки подорвал укрытие от артогня. Приказом по частям 10-й гвардейской стрелковой дивизии от 14 мая 1944 года гвардии красноармеец Рудницких Иван Дмитриевич награждён орденом Славы 3-й степени.
В ходе Петсамо-Киркенесской наступательной операции в октябре 1944 года гвардии красноармеец Рудницких неоднократно отличался. 7 октября при прорыве обороны противника на высоте Малый Криквайвиш, находясь непосредственно в цепи наступающих, под огнём противника проделал проход в минном поле и пропустил вперёд стрелковую роту. 12 октября во время форсирования реки Петсамо-йоки под городом Луостари под постоянным огнём врага вместе с отделением сделал из подручных средств штурмовые мостики и обеспечил переправу стрелковых подразделений. Приказом по войскам 14-й отдельной армии от 24 ноября 1944 года гвардии красноармеец Рудницких Иван Дмитриевич награждён орденом Славы 2-й степени.
После проведения Петсамо-Киркенесской операции и окончания боёв на севере 10-я гвардейская стрелковая дивизия, в составе которой воевал сапёр Рудницких, была выведена в резерв, в район города Вологды. В январе 1945 года переправлена в Польшу, в составе войск 2-го Белорусского фронта участвовала в Восточно-Померанской операции. В этих боях гвардии ефрейтор Рудницких уже командовал сапёрным отделением. В подготовительный период к наступлению гвардии ефрейтор Рудницких участвовал в разведке и доставил ценные сведения об обороне противника. Тогда же снял 8 мин и обозначил минные поля. В начале наступления, участвуя в группе разграждения, вёл инженерную разведку, обследовал населённые пункты и разминировал их. Так, в селении Бальденберг разминировал 4 здания, снял 5 мин-сюрпризов. Награждён орденом Красной Звезды.
27 марта 1945 года во время боёв за населённый пункт Килау гвардии ефрейтор Рудницких, командуя группой разграждения, проделал проход в минном поле, сняв свыше 47 противопехотных мин, чем обеспечил наступление стрелкового батальона. В этом бою принял командование взводом вместо выбывшего из строя командира, обеспечил выполнение боевой задачи. 1 апреля 1945 года в ходе боёв за населённый пункт Дембогорш продолжал командовать взводом. Под методичным огнём обеспечил проход в минном поле стрелкового батальона, лично снял 8 мин. В составе передовых подразделения батальона одним из первых ворвался в траншею противника и огнём из автомата уничтожил 5 противников, а 2 захватил в плен. За эти бои был представлен к награждению орденом Славы 1-й степени. В последние дни войны дивизия форсировала дельту реки Одер на город Свинемюнде, закончила боевые действия на острове Узедом.
Указом президиума Верховного Совета СССР от 29 июня 1945 года гвардии ефрейтор Рудницких Иван Дмитриевич награждён орденом Славы 1-й степени. Стал полным кавалером ордена Славы.
В сентябре 1945 года сержант Рудницких был демобилизован. Вернулся на родину. Жил в селе Большой Самовец. Работал бригадиром тракторной бригады Битюг-Матреновской МТС, затем колхоза «Заря». С 1977 года жил в городе Воронеж. Умер 8 октября 1991 года. Похоронен на кладбище села Большой Самовец Эртильского района.
Награждён орденами Отечественной войны 1-й степени, Красной Звезды, Славы 1-й, 2-й и 3-й степеней, медалями.
В селе Большой Самовец установлен памятник, на здании школы открыта мемориальная доска. В городе Воронеже, на доме, где жил ветеран, открыта мемориальная доска.